# مسلات كليوباترا

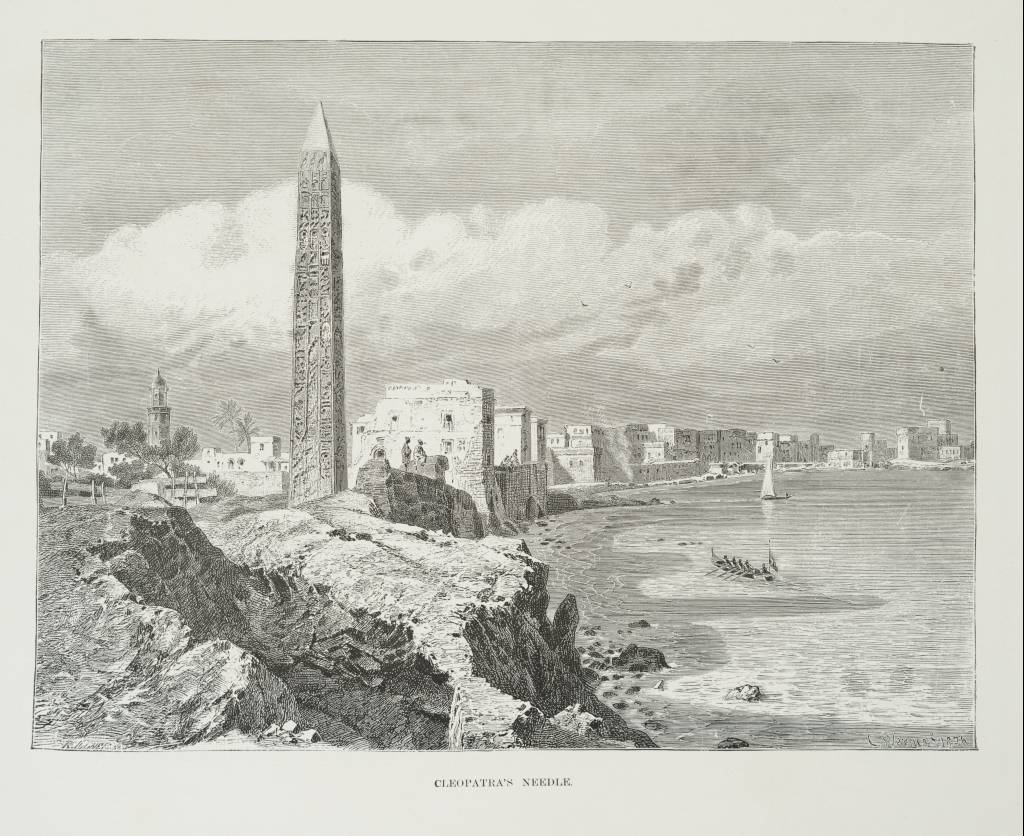

مسلات كيلوباترا هي ثلاث مسلات (أعمدة ذات قمم هرمية مدببة من الصخر الطويل المنحوت، صنعها قدماء المصريين.
أطلق بعض الرومان علي المسلات تسمية (إبر كليوباترا) ولعل ذلك لشبهها بالإبر العملاقة. (بالإمكان قراءة مقال عن المسلات المصرية في روما).

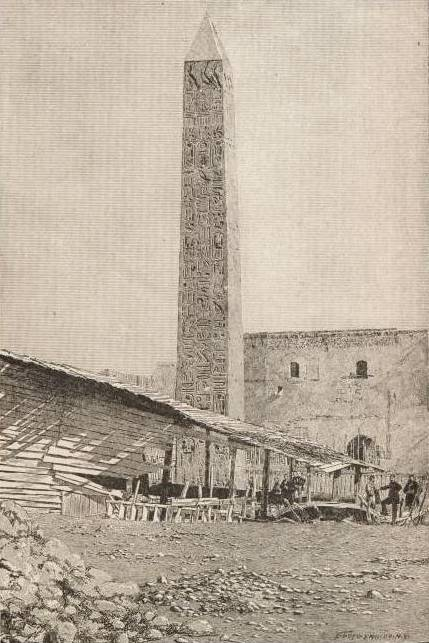
مسلة مصرية بمكانها الأصلي في الأسكندرية قبل نقلها إلي نيويورك (الصورة في العام 1863 م.)

## مسلة لندن

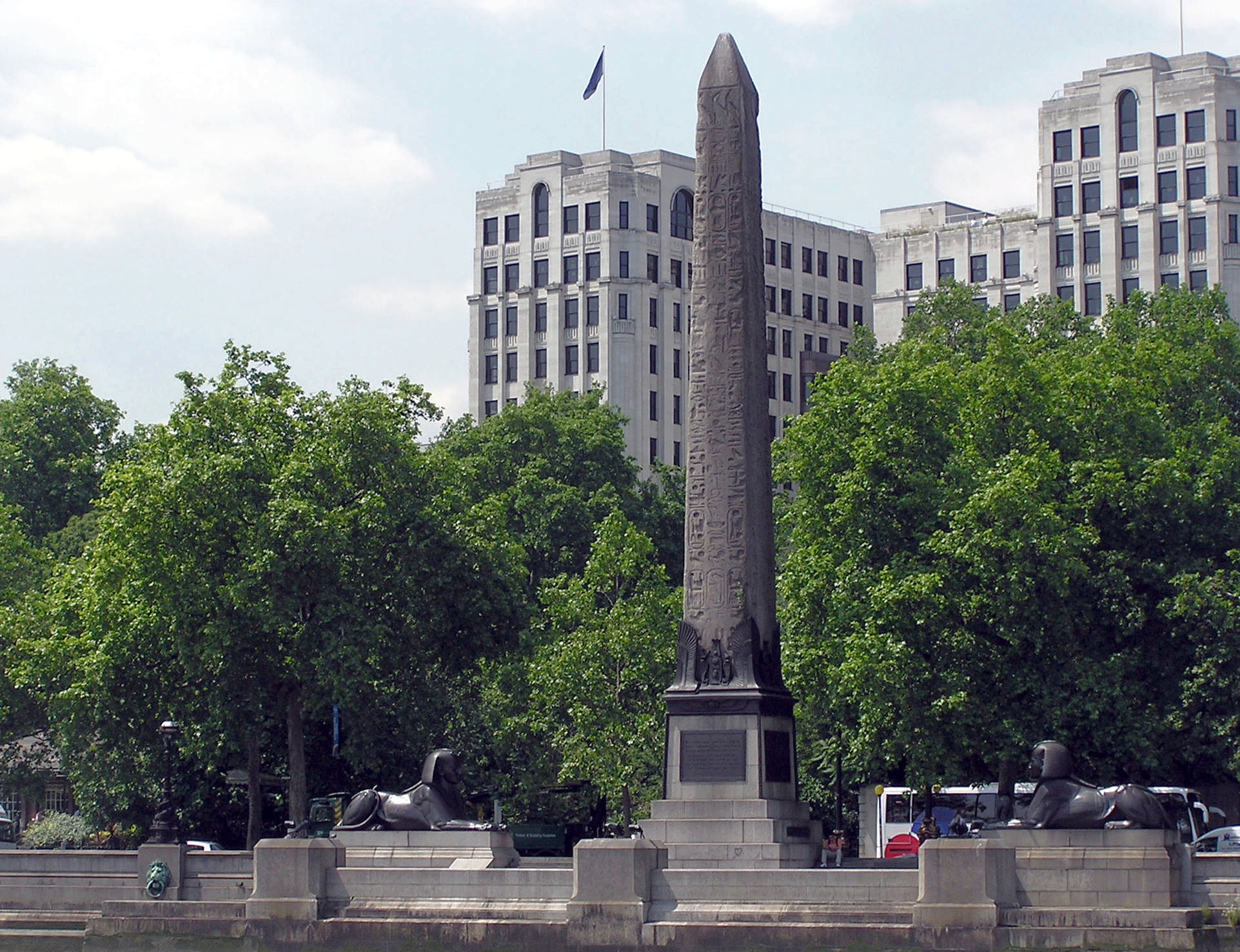
مسلة كليوباترا علي نهر التيمز في لندن

احدي هذه المسلات توجد في مدينة لندن بالقرب من نهر التايمز، قدمت هدية من الوالي العثماني لمصر في ذلك الوقت محمد علي الي بريطانيا تكريما لانتصار اللورد نيلسون في معركة النيل وهزيمته لجيش نابوليون بونابرت الفرنسي في 1801 م.لكن ظلت المسلة في الإسكندرية حتي العام 1887 حين رعي السير الإنجليزي وليام جيمس ايراسموس ويلسون نقلها الي لندن بمبلغ فاق £10,000 جنيه استرليني وكان مبلغا كبيرا جدا في ذلك الوقت وكانت المسلة موجودة بالأساس في الأسكندرية لفترة تزيد عن 2000 عام، ووصلت المسلة الي لندن في 21 يناير 1878 م. ووضعت بجوارها أسدان فرعونيان علي هيئة أبو الهول، في 4 سبتمبر 1917 وخلال الحرب العالمية الأولي أصيبت المسلة بضرر نتيجة سقوط قنبلة من طائرة ألمانية قرب المسلة وظل الضرر موجودا غير مصلح.

## مسلة باريس

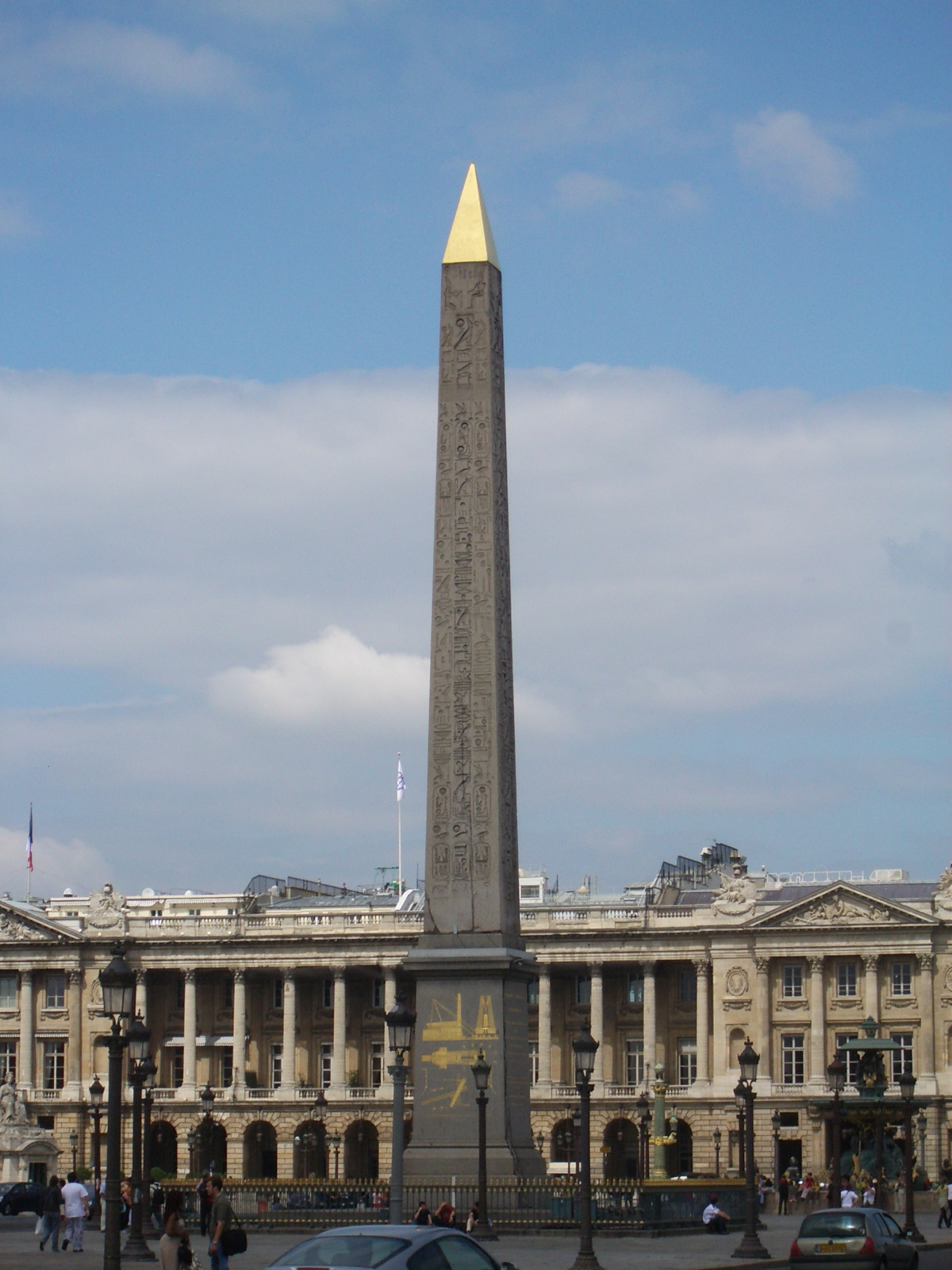
مسلة كليوباترا في باريس بساحة الكونكورد أكبر ساحات باريس.

تحتل المسلة المصرية العملاقة وسط ساحة الكونكورد (بالفرنسية Place de la Concorde) مزينة بالكتابة الهيروغليفية وقد تم بناؤها في فترة حكم الفرعون رمسيس الثاني وكانت تزين في الماضي مدخل معبد الأقصر والي مصر العثماني محمد علي قدم المسلة التي كان عمرها آنذاك نحو 3300 سنة كهدية الي فرنساوذلك عام 1826 حيث أمر الملك لويس فيليب بوضعها في ساحة الكونكورد في وسط باريس وهو المنطقة بالقرب من المكان الذي أعدم فيه الملك لويس السادس عشر والملكة ماري انطوانيت بسكين المقصلة أو (سكين الجيلاتين)، ويبلغ طول العمود الجرانيتي الأحمر 23 مترا ارتفاعا ويزن أكثر من 250 طنا.

## مسلة نيويورك

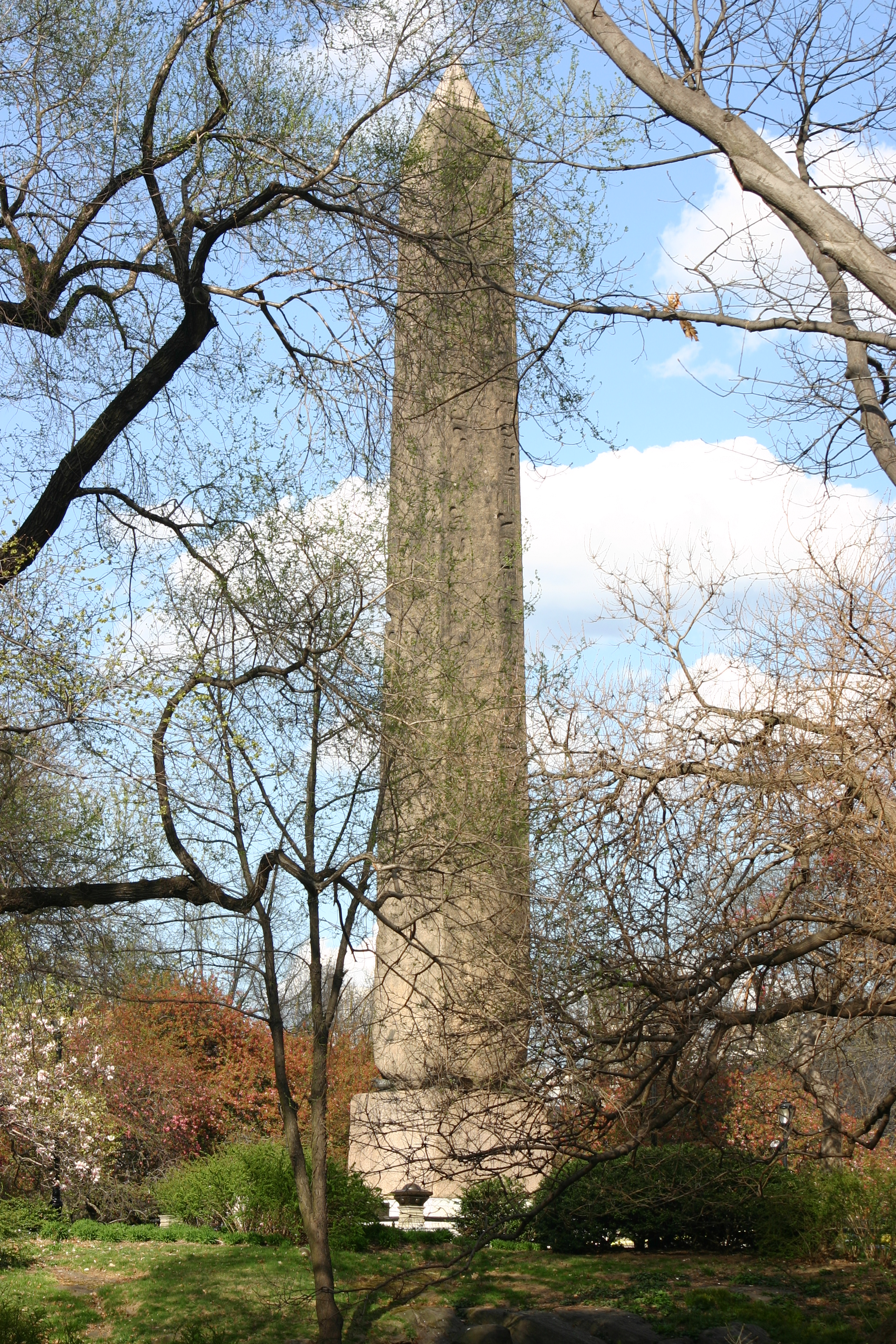
مسلة كليوبترا في حديقة سنترال بارك في مدينة نيويورك

مسلة نيويورك موجودة في حديقة سنترال بارك أكبر حدائق منهاتن في مدينة نيويورك الأمريكية يبلغ وزنها 244 طن من الحجر الجرانيتي.
بعد افتتاح قناة السويس في العام 1869 م. ذكر عن الخديوي إسماعيل رغبته في اهداء مسلة مصرية الي الولايات المتحدة الأمريكية لتدعيم العلاقات التجارية المتبادلة، لكنها منحت رسميا بخطاب موقع في 1879 م. بواسطة ابنه الخديوي توفيق، وبعد نقلها في سفينة خاصة عبر المتوسط والمحيط الأطلسي أخذت نحو أربعة أشهر لنقلها من ضفة نهر هدسون الي جزيرة ستاتون ومن ثم الي موقعها الحالي.
تحتوي مسلتي لندن ونيويورك على نقوش باسم تحتموس الثالث فرعون مصر في القرن الرابع عشر قبل الميلاد، وعلامات أضيفت من قبل رمسيس الثاني في القرن 12 ق.م. وأثناء فترة حكم الرومان لمصر قاموا بنقل المسلتين في القرن العاشر قبل الميلاد من معبد رع في هليوبليس إلى الأسكندرية لتزيين قصر هناك. ولا يعرف علي وجه الدقة لماذا انتسب اسم المسلات إلى الملكة كليوباترا لكن يعتقد أن التسمية جائت في العصر الروماني نتيجة لنشاط كليوبترا السياسي الواضح في السياسة الرومانية في ذلك العصر.

## معرض صور

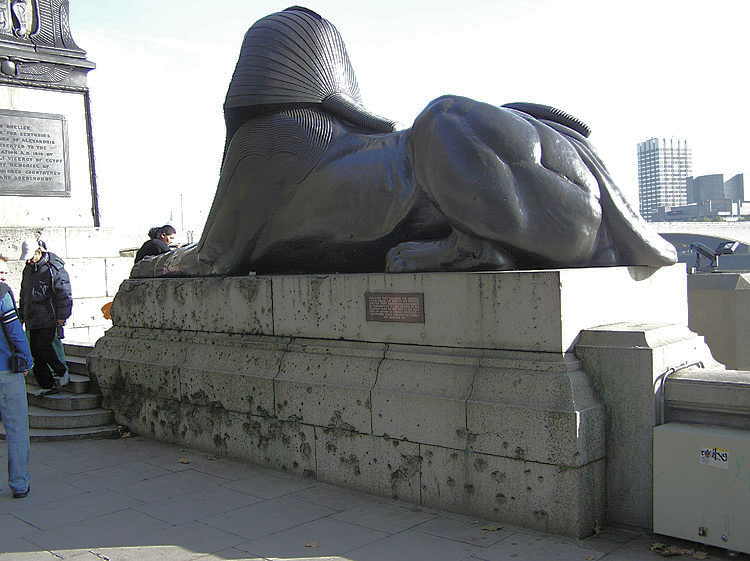
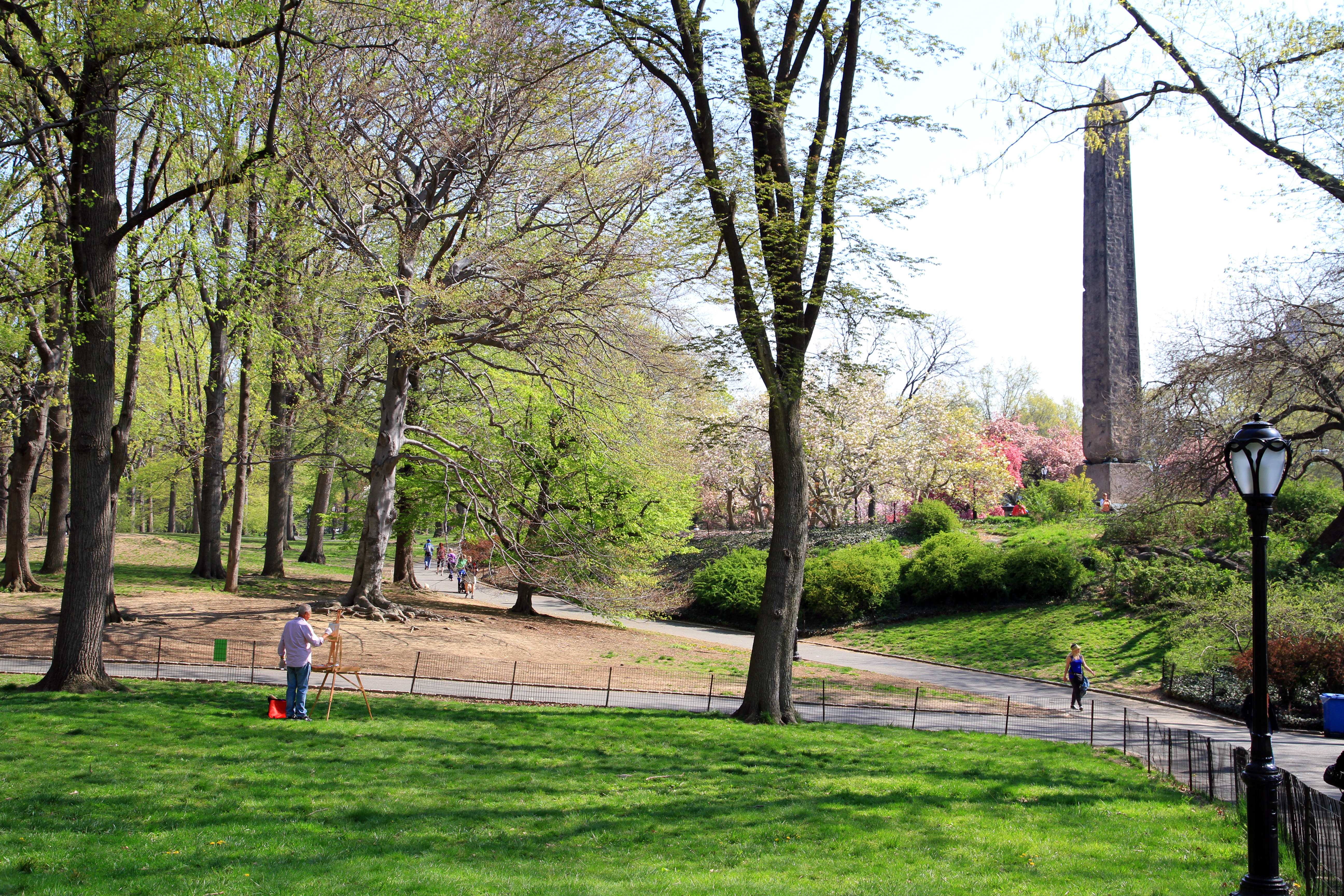
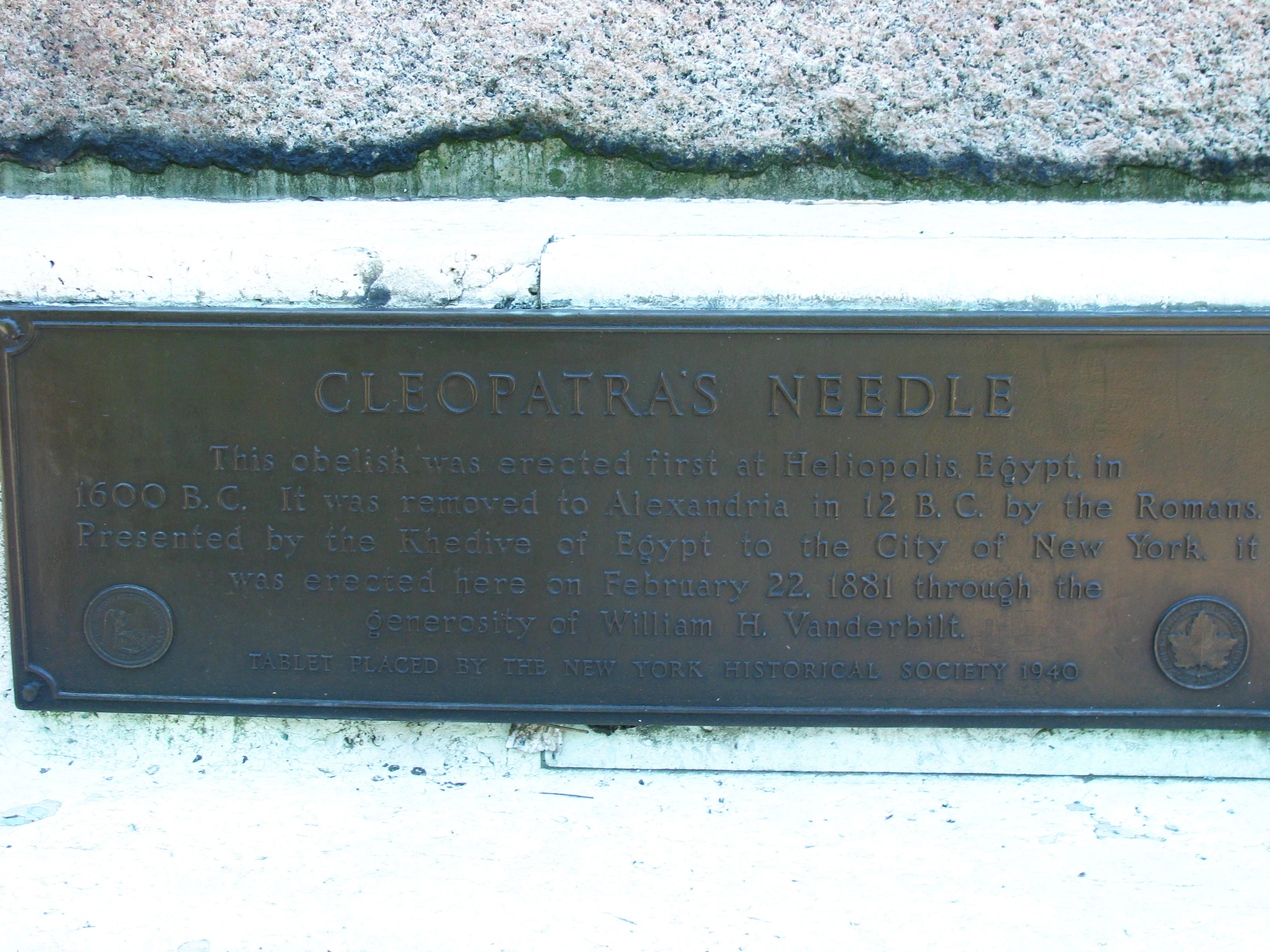
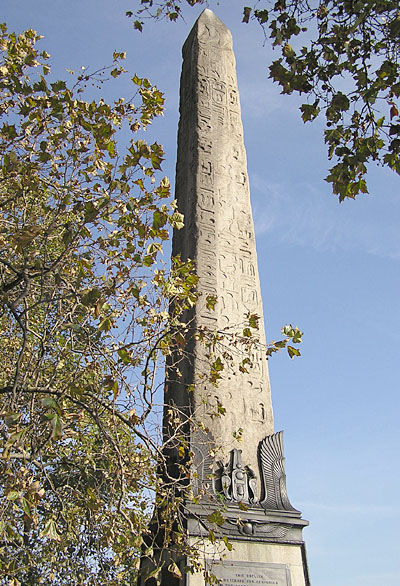
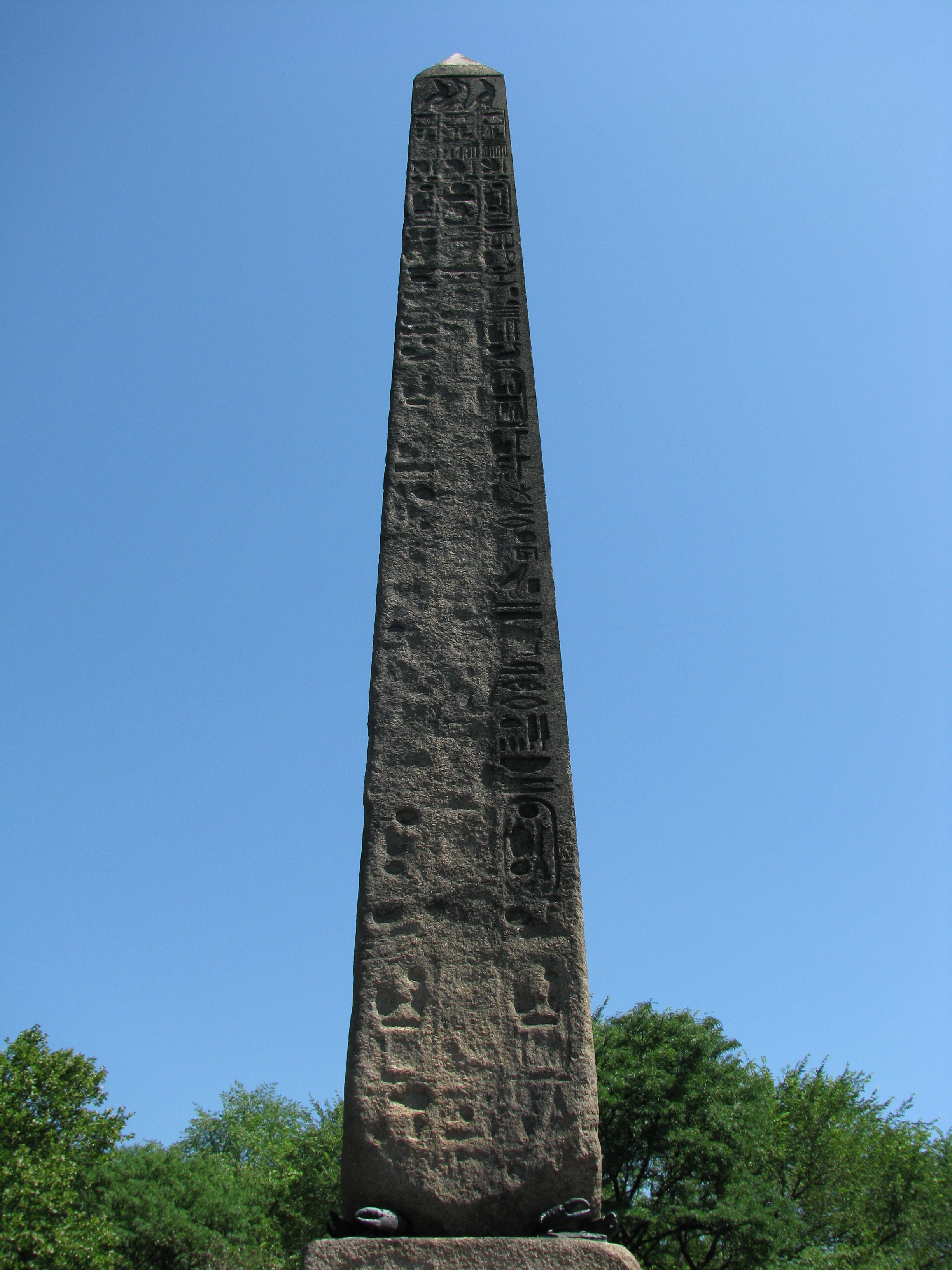